# ستانلي أوهاويتشي
ستانلى نكا اوهاويتشى (بالإنجليزية: Stanley Ohawuchi)‏ لاعب كرة قدم نيجيري من مواليد 1990ي.
لعب ستانلي في أندية بايلسا يونايتد ونادي هارتلاند و أتليتيكو باليرس وسيليما واندريرز وأخيرا في نادي وادي دجلة المصري، ثم انتقل إلى نادي الزمالك في 2016 على سبيل الإعارة ولعب في نادي القادسية السعودي ونادي عجمان الإماراتي و نادي الوشم السعودي ونادي الشعيب.

## اللعب الدولي
لعب ستانلي لصالح منتخب نيجيريا تحت سن 20 عامًا ثلاث مباريات في بطولة كأس العالم لكرة القدم تحت 20 سنة 2009